# Canto budista
Un canto budista es una forma de verso o encantamiento musical, de cierto modo análogo a las recitaciones o rezos  de otras religiones.

## Canto tradicional
En el budismo, el canto es el método tradicional para preparar la mente antes de la meditación, en particular como parte de la práctica formal, tanto en contextos laicos como monásticos. Además, algunas ramas del budismo emplean el canto como parte de ceremonias y rituales.
Mientras que la mayoría de los cantos Theravada se basan en el Canon Pali, los cantos Mahayana y Vajrayana usan una amplia variedad de fuentes.

### Cantos Theravada

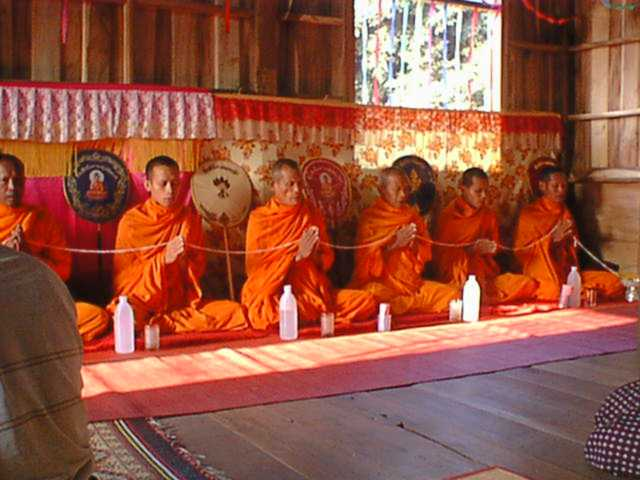
Monjes budistas tailandeses cantando en ceremonias de bendición

En la tradición Theravada, los cánticos suelen realizarse en Pali, a veces también se añaden traducciones intercaladas a los cantos originales. Entre los cantos Theravada más populares se encuentran:
- Buddhabhivadana (Reverencia preliminar para el Buda )
- Tisarana (Los tres refugios)
- Pancasila (Los cinco preceptos)
- Buda Vandana (Saludo al Buda)
- Dhamma Vandana (Saludo a su enseñanza)
- Sangha Vandana (Saludo a su noble comunidad de discípulos)
- Upajjhatthana (Las cinco reflexiones)
- Metta Sutta (Discurso sobre la benevolencia universal)
- Mangala Sutta (Discurso sobre la mejor de las bendiciones)

El canto tradicional del Budismo Jemer (Camboya) se llama Smot .

### Cantos Mahayana

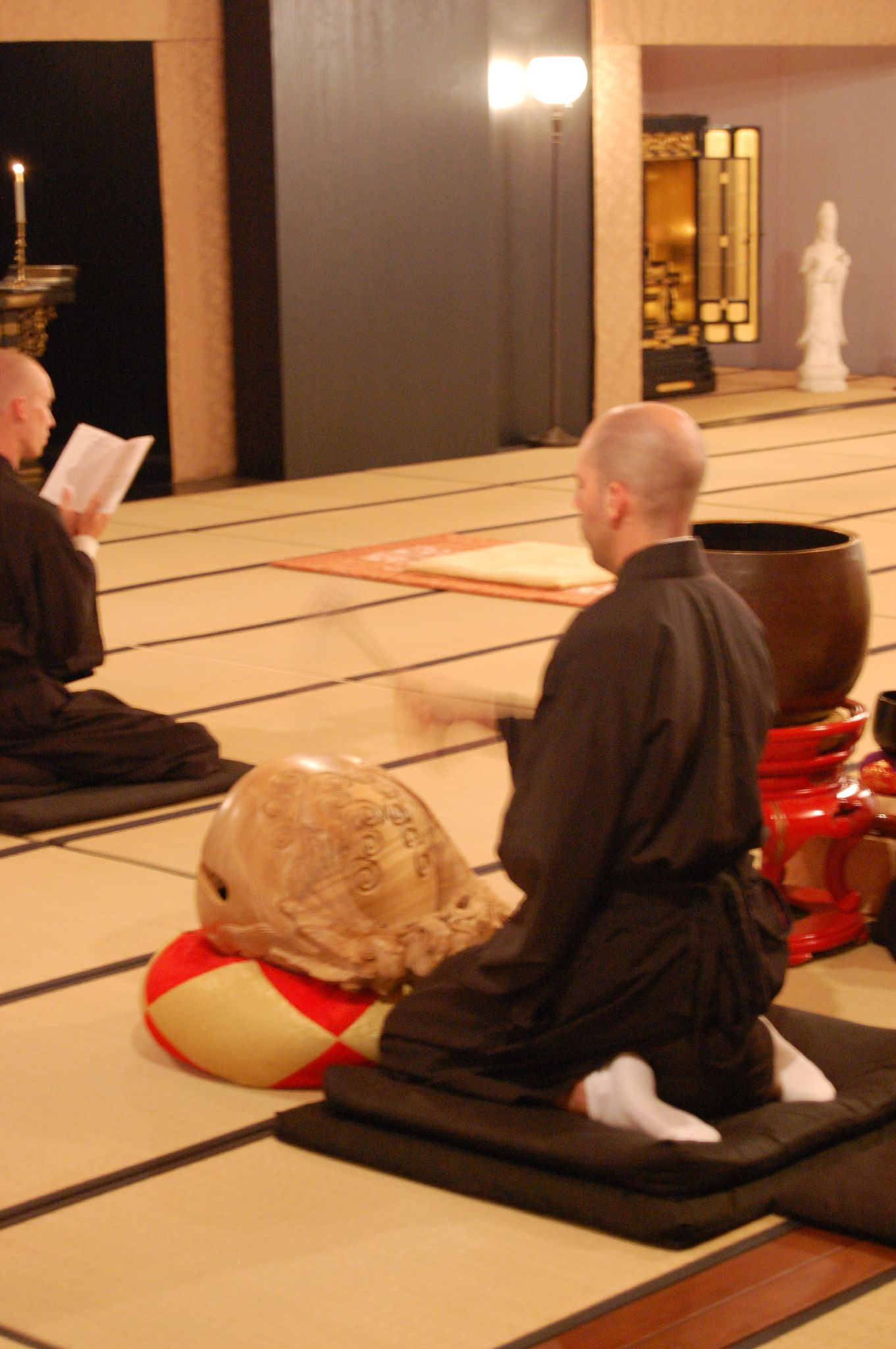
Monjes Chan o Zen cantando en la sala de ceremonias

Dado que el budismo japonés está dividido en trece escuelas doctrinales, y que el Budismo Chan, el Zen y el  Budismo en Vietnam – aunque comparten un origen histórico y contenido doctrinal en común – se dividen conforme a fronteras geográficas.
Existen varias formas distintas de organización de las escrituras para la recitación en el budismo Mahayana:
- La práctica diaria en el Budismo Nichiren consiste en cantar los cinco caracteres de Namu myōhō renge kyō (homenaje al verdadero dharma del Sutra del loto).

- Los budistas de la Tierra Pura cantan nianfo, Namu Amida Butsu o Namo Amituofo (Homenaje al Buda Amitabha). En servicios más formales, los practicantes también cantarán extractos otros sutras de la Tierra Pura y también de los Budistas Chan y Tendai
- Popular entre los practicantes de Zen, Shingon y otros practicantes de Mahayana es cantar el Prajñāpāramitā Hridaya Sūtra (Sutra del Corazón), especialmente durante los oficios matutinos. En entornos más formales, también se pueden cantar discursos más amplios del Buda (como el Sutra del diamante en los templos zen y el Sutra del loto en los templos Tendai).
- Particularmente en las tradiciones china, vietnamita y japonesa, también se practican ocasionalmente ceremonias de arrepentimiento, que implican rendir una profunda reverencia a los budas y bodhisattvas, así como ejecutar rituales para rescatar y alimentar a los fantasmas hambrientos. No existe una forma universalmente utilizada para estas dos prácticas, sino varias formas diferentes, cuyo uso sigune fronteras doctrinales y geográficas. Dentro del Chan, es común cantar fórmulas sánscritas, conocidas como dhāraṇīs, especialmente por la mañana.

### Cantos Vajrayana
En la tradición Vajrayana, el canto se utiliza como un ritual invocador para concentrar la mente en una deidad, ceremonia tántrica o mandala.
Para los practicantes de Vajrayana, el canto Om mani padme hum es muy popular como el mantra principal de Avalokitesvara. Otros cantos populares incluyen los de Tara, Bhaisajyaguru y Amitabha.
Algunos monjes tibetanos desarrollan la habilidad para cantar difonicamente, una forma especializada de canto en que el cantor puede producir múltiples tonos distintos simultáneamente. 
Los practicantes esotéricos japoneses también practican una forma de canto llamado shomyo .

## Crítica al canto melódico

### Ghitassara sutta
En el Ghitassara sutta (Anguttara Nikaya 5.209), el Buda enseña:
Bhikkhus, existen cinco peligros al recitar el Dhamma con una entonación musical. ¿Cuales cinco?
- Uno se apega a la melodía.
- Otros se apegan al sonido.
- Las personas se molestan y dicen: “Así como nosotros cantamos (y nos divertimos), los monjes del Buda cantan (y se divierten)”.
- A otros les disgusta el sonido o la melodía y por ende la atención de aquellos a quienes no les gusta el sonido es destruida.
- Las generaciones posteriores lo copiaran (como una canción, sin entendimiento de las enseñanzas).

Monjes, estos son los cinco peligros de recitar el Dhamma con entonación musical.

## Usos no canónicos del canto budista
Un gran número de tendencias religiosas y espirituales tienden a ser sincréticas e incorporan el japa hindú y otras tradiciones similares junto con las influencias budistas.
El shigin japonés (詩吟) es una forma de poesía cantada que refleja varios principios del budismo Zen. Se canta en posición seiza y se anima a los participantes a cantar desde el Dantian. El shigin y las prácticas relacionadas se cantan a menudo en ceremonias budistas y religiosas en el Japón .
 